# Medinilla purpurea
Medinilla purpurea är en tvåhjärtbladig växtart som beskrevs av Adolph Daniel Edward Elmer och Elmer Drew Merrill. Medinilla purpurea ingår i släktet Medinilla och familjen Melastomataceae. Inga underarter finns listade i Catalogue of Life.